# Nổi da gà
Nổi da gà (còn gọi là Sởn gai ốc hay Nổi gai ốc), tên y học là cutis anserina, là phản xạ tạo thành những nốt nổi trên da người do chân lông tự co thắt khi bị lạnh hoặc có cảm xúc mạnh như sợ hãi. Phản xạ nổi da gà không chỉ có ở con người mà còn có ở nhiều loài động vật có vú khác; một ví dụ điển hình là nhím sẽ xù lông lên khi bị đe dọa, hay hiện tượng con người mắc hội chứng sợ lỗ.

## Tác nhân

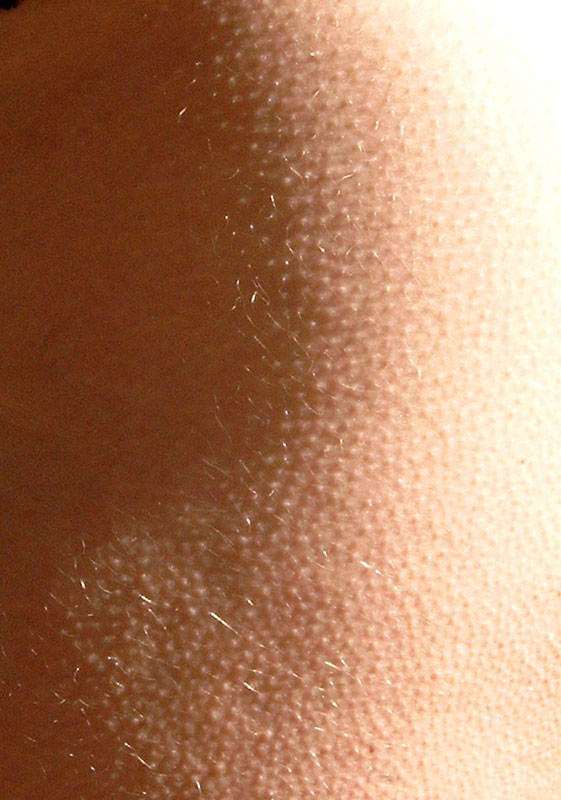
Nổi da gà trên người

Nổi da gà xày ra khi những bắp cơ nhỏ ở chân lông (arrectores pilorum) co lại và làm cho lông dựng đứng. Phản xạ này được điều khiển bởi hệ thần kinh thực vật, cũng là trung tâm điều khiển nhiều phản xạ vô thức khác.

### Thích ứng với nhiệt độ
Nổi da gà là một phản xạ thường thấy của các động vật có lông, việc dựng đứng lông làm tăng thể tích khối cách nhiệt do lông tạo ra, làm ấm da.

### Tự vệ
Nổi da gà cũng có thể là hiệu ứng của giận dữ hoặc sợ hãi: khi xù lông lên con vật sẽ trông lớn hơn và đáng sợ hơn. Hành vi này đã được quan sát thấy ở tinh tinh, chuột nhà  và mèo.

### Cảm xúc
Ở con người, phản xạ này còn có thể có nguyên nhân là một tiếng động khó chịu nào đó (như tiếng móng tay cào lên bảng) hoặc nghe được một bản nhạc hay, hợp tâm trạng.

## Nổi da gà ở người
Khi gặp tác nhân thích hợp, cơ thể phóng ra hormone adrénaline. Hormone này không chỉ gây nổi da gà mà còn ảnh hưởng đến cảm xúc, khiến con người có các phản xạ thích hợp.
Nổi da gà do lạnh ở người có nguồn gốc là phản xạ sinh lý còn sót lại của tổ tiên động vật từ xa xưa, vì con người còn lại rất ít lông trên da nên phản xạ này không có tác dụng gì.
Nổi da gà có thể thấy rõ nhất trên cánh tay, nhưng cũng xuất hiện ở chân, cổ và bất kỳ vùng nào có lông trên cơ thể. Ở một số người, nổi da gà thậm chí có thể xuất hiện trên mặt. Một số vùng trên da thường xuyên có hiện tượng nổi da gà do phân bố hóc môn, chẳng hạn như ở đầu núm vú của người phụ nữ.
Nổi da gà cũng có thể là một triệu chứng khó gặp của một số bệnh, chẳng hạn như động kinh, hoặc u não. Việc ngưng dùng các chất gây nghiện như heroin cũng có thể gây nổi da gà.

## Tên gọi
Trong tiếng Việt, tên gọi nổi da gà xuất phát từ việc da người có hiện tượng này trông khá giống da gà khi đã loại bỏ lông. Ngoài tên gọi này, người Việt Nam còn dùng tên nổi gai ốc hay sởn gai ốc để chỉ cùng một hiện tượng. Trong các ngôn ngữ khác, tên gọi có khác biệt nhưng thường liên quan tới loài chim. Ví dụ:
- Ngỗng

- Tiếng Anh: Goose bumps - "Nốt ngỗng"
- Tiếng Đức: Gänsehaut - "Da ngỗng"

- Gà

- Tiếng Pháp: la chair de poule - "Thịt gà"
- Tiếng Tây Ban Nha: la piel de gallina
- Tiếng Hà Lan: kippenvel
- Tiếng Trung: 雞皮疙瘩 - "Kê bì ngật đáp"

- Chim

- Tiếng Nhật: 鳥肌 torihada - dịch chữ là "da chim".